# Speichelbroiss
Speichelbroiss ist eine Oi!-Streetpunk-Band aus Weiden in der Oberpfalz. Gegründet wurde sie im Jahr 1994.

## Geschichte
Speichelbroiss wurde 1994 zunächst als reines Spaßprojekt vierer Schulfreunde gegründet. 1995 erschien das erste und einzige Demo Bück dich, bevor die Band 1998 bei Sondermüll Records unterschrieb, wo 1998 ihr Debütalbum Im Visier erschien. 2002 folgte Wir sind wieder da auf Eisbär Records. Im gleichen Jahr spielte die Band auf dem Festival Force Attack. 2005 unterschrieb Speichelbroiss bei Nix Gut Records und veröffentlichte anschließend eine Live-DVD ihres Jubiläumskonzert. Mit Nix Gut brachte die Band 2006 das Album Nix gesehn und 2008 ihre bisher letzte Veröffentlichung Wenn ihr es so wollt… heraus. Die Band spielte bereits im Vorprogramm von Gruppen wie Normahl, Toxoplasma, Fuckin Faces, Daily Terror, aber auch internationalen Künstlern wie The Exploited, Napalm Death und den UK Subs. Am 31. Dezember 2020 wurde bekannt gegeben, dass alle Bandmitglieder außer Bandleader Patrick Sasse aufgrund von Meinungsverschiedenheiten die Band verlassen haben.

## Stil
Speichelbroiss spielen deutschsprachigen Punk mit Metal-Elementen. Die Band bezeichnet ihren Stil als Deutschpunk im Stil der 1980er Jahre.

## Diskografie

### Alben
- 1997: Im Visier (Sondermüll Records)
- 2002: Wir sind wieder da (Eisbär Records)
- 2006: Nix gesehn (Nix Gut Records)
- 2008: Wenn ihr es so wollt… (Nix Gut Records)

### Weitere Veröffentlichungen
- 1995: Bück dich (Demo)
- 2004: 10 Jahre Live – The Anniversary Concert (DVD, Nix Gut Records)

### Exklusive Samplerbeiträge
- 1995: Bück Dich Du Sau, Abgestempelt und Sybille  auf Chaos.Musik Vol. 1 (Sondermüll Records)
- 2000: Zusammen zuschlagen auf Daily-Ka-Tessen - A Tribute To Daily Terror (W-Music)
- 2006: Thats Punk auf Wir lassen uns das Dagegensein nicht verbieten - Unterstützer Sampler (Nix Gut Records)
- 2009: Unsere Herren auf Schlachtrufe BRD IX (Nix Gut Records)